# Фридрих Карл I (Хоенлое-Валденбург-Шилингсфюрст)
Фридрих Карл I Йозеф фон Хоенлое-Валденбург-Шилингсфюрст (на немски: Friedrich Karl I Joseph zu Hohenlohe-Waldenburg in Schillingsfürst; * 5 май 1814, Щутгарт; † 26 декември 1884, Купферцел) e 5. княз на Хоенлое-Валденбург-Шилингсфюрст. До 1839 г. има титлата наследствен принц, а от 1839 до 1884 г. – титлата княз.

## Биография
Той е най-големият син на княз Карл Албрехт III фон Хоенлое-Валденбург-Шилингсфюрст (1776 – 1843) и втората му съпруга Мария Леополдина фон Фюрстенберг (1791 – 1844), дъщеря на Карл Алоис фон Фюрстенберг (1760 – 1799) и принцеса Мария Елизабет фон Турн и Таксис (1767 – 1822).
През 1829 г. Фридрих Карл I започва да следва в Академията в Женева и от 1831 г. в университетите в Хайделберг и Тюбинген. През 1833 г. става лейтенант в австрийската войска. Той започва дипломатическа служба и от 1835 до 1837 г. е военно аташе в австрийското посолство в Санкт Петербург.
През есента на 1837 г. по желание на цар Николай I става негов адютант. През 1838 г. Фридрих Карл I участва в два похода на Русия против черкезите в Кавказ и царят го награждава със „златна почетна сабя“. През 1850 г. той става руски генерал „à la suite“ и през 1854 г. е отново в Санкт Петербург. При коронизацията на цар Александър II Фридрих Карл I става руски генерал-адютант, от 1864 г. генерал-лейтенант.
Резиденция на Фридрих Карл I е в Купферцел. През 1848 г. той е член на Фор-парламента. Между 1850 и 1861 г. Фридрих е опекун на Карл и Алберт фон Хоенлое-Бартенщайн. От 1850 г. е сеньор на валденбургските линии и от 1861 г. на целия род Хоенлое.
Фридрих Карл I е смятан за значим немски хералдик и като основател на модерното учение за печати. Изследванията си той събира в множество монографии.
Той мира след дълго тежко боледуване на 70 години на 26 декември 1884 г. в двореца му в Купферцел в Баден-Вюртемберг.

## Семейство
Фридрих Карл I Йозеф фон Хоенлое-Валденбург-Шилингсфюрст се жени на 26 ноември 1840 г. в Лангенбург за принцеса Тереза фон Хоенлое-Шилингсфюрст (* 19 юни 1816, Фозлау; † 7 януари 1891, Валденбург), дъщеря на княз Франц Йозеф фон Хоенлое-Шилингсфюрст (1787 – 1841) и принцеса Каролина Фридерика Констанца фон Хоенлое-Лангенбург (1792 – 1847). Те имат девет деца:
- Николаус Фридрих Карл Йозеф Паул фон Хоенлое-Валденбург-Шилингсфюрст (* 8 септември 1841; † 23 октомври 1886), 6. княз на Хоенлое-Валденбург-Шилингсфюрст, женен на 6 юли 1869 г. във Виена за принцеса Сара София Каролина Мария Естерхази де Галанта (* 16 март 1848; † 22 февруари 1885)
- Виктор Алберт Франц Хлодвиг Ернст Егон (* 25 декември 1842; † 9 юли 1885), принц на Хоенлое-Валденбург-Шилингсфюрст, граф фон Валденбург, женен на 3 януари 1870 г. в 'с-Гравенхаге за баронеса Мария Кристина ван Нойкирхен-Нивенхайм (* 26 януари 1843; † 12 декември 1894)
- Александра (* 20 януари 1844; † 2 септември 1844)
- Фридрих (* 2 март 1845; † 16 март 1845)
- Фридрих Карл II фон Хоенлое-Валденбург-Шилингсфюрст (* 26 септември 1846; † 6 октомври 1924), 7. княз ма Хоенлое-Валденбург-Шилингсфюрст, женен на 26 ноември 1889 г. във Фюрстенау за графиня Тереза цу Ербах-Фюрстенау (* 9 юни 1869; † 21 декември 1927)
- Хлодвиг фон Хоенлое-Валденбург-Шилингсфюрст (* 1 януари 1848; † 8 януари 1929, Будапеща), принц на Хоенлое-Валденбург-Шилингсфюрст, женен I. на 15 януари 1877 г. във Виена за графиня Франциска Естерхази де Галанта (* 24 септември 1856; † 10 януари 1884), II. на 2 март 1890 г. в Будапеща за графиня Саролта Майлат де Сзекхели (* 16 октомври 1856; † 15 юни 1928)
- Карл Егон Адам (* 12 ноември 1849; † февруари 1910), принц, неженен
- Тереза Катарина Амалия Елиза Леополдина Констанца (* 6 юли 1851; † 12 октомври 1923), омъжена на 2 август 1870 г. в Купферцел за граф Ото фон Рехберг-Ротенльовен-Хоенрехберг (* 23 август 1833; † 20 март 1918)
- Лудвиг Густав Франц (* 21 януари 1856; † 5 май 1877), принц, неженен

## Произведения
- Zur Geschichte des Fürstenbergischen Wappens, 1860
- Das Wappen der Reichsschenken von Limpurg, 1861
- Ueber die Siegel der Pfalzgrafen von Tübingen, 1862
- Der sächsische Rautenkranz, Stuttgart 1864
- Die deutschen Farben, 1866
- Das heraldische und dekorative Pelzwerk im Mittelalter, Stuttgart, 1867 / 1876
- Über den Gebrauch der heraldischen Helmzierden im Mittelalter, Stuttgart, 1868
- Zur Geschichte des heraldischen Doppeladlers, 1871
- Sphragistisches System zur Classifikation alter Siegel nach ihren vier verschiedenen Haupttypen, 1877
- Die Linde in der Heraldik, in der Sphragistik und als Ornament, 1878
- Ueber Siegelcarenz, 1882
- Ueber gemeinsame Siegel, 1883